# Гванако
Гванако (лат. Lama guanicoe) је једна од две врсте дивљих лама, поред викуње. Заједно са осталим врстама лама, припада породици Camelidae. Доместификацијом гванака је настала домаћа лама. Живи у пределу Анда, од Колумбије на северу до Патагоније на југу, где је веома чест. Данас их има између 400 и 600 хиљада. Његово име потиче од кечуанске речи huanaco (савремени правопис wanaku). Млади гванакои се зову чуленгос. Гванакои су једна од две дивље јужноамеричке камиле, а друга је викуња, које живи на вишим надморским висинама.

## Карактеристике
Гванакои су висине између 1,0 и 1,3 m (32 ft 10 in и 42 ft 8 in) на рамену, дужина тела од 21 до 22 m (68 ft  11 in до 72 ft  2 in), и тежине од 90 до 140 kg (200 до 310 lb). Њихова боја варира врло мало (за разлику од доместикованих ламе), у распону од светло браон до тамно циметна и нијанси до беле испод. Гванакои имају сива лица и мале, равне уши.
Гванакои су један од највећих копнених сисара који живе у данашњој Јужној Америци. Остала мегафауна копнених сисара која је слична или већа од гванака су тапири, мочварни јелени, белорепи јелени, наочарски медвед и јагуар.
Гванакои имају дебелу кожу на врату, што се такође може наћи код њихових доместикованих колега, ламе и код њихових рођака, дивље викуње и припитомљене алпаке. Ово штити њихов врат од напада предатора. Боливијци користе кожу на врату ових животиња за прављење ципела, равнајући и ударајући кожу која се користи за табане. У Чилеу је лов дозвољен само у Огњеној земљи, где живи једина популација која није класификована као угрожена у земљи. Између 2007. и 2012. године, 13.200 гванакоа је легално изловљено у Огњеној земљи.

### Нивои хемоглобина
Гванако се често налази на великим надморским висинама, до 4.000 метара надморске висине, осим у Патагонији, где јужна географска ширина значи да лед покрива вегетацију на овим висинама. Да би гванако преживео у ниским нивоима кисеоника који се налазе на овим великим висинама, њихова крв је богата црвеним крвним зрнцима. Кашичица гванако крви садржи око 68 милиона црвених крвних зрнаца; четири пута више од човека.

### Гванако влакна
Гванако влакна су посебно цењена због свог меког, топлог осећаја и налазе се у луксузним тканинама. Мекана вуна гванака је цењена на другом месту после вуне викуња. Крзна, посебно од телади, понекад се користе као замена за кожу црвене лисице, јер је текстуру тешко разликовати. Као и њихов доместиковани потомак, лама, гванако је двоструко обложен грубим заштитним длачицама и меком подлаком, чија је длака пречника око 16–18 µ и упоредива са најбољим кашмиром.

## Популација и дистрибуција
Гванакои насељавају степе, шипражје и планинске пределе Јужне Америке. Има их у алтиплану Перуа, Боливије и Чилеа, и у Патагонији, са малом популацијом у Парагвају. У Аргентини су бројнији у патагонским регионима, као и на местима као што је Исла Гранде де Тиера дел Фуего. У овим областима имају снажнију популацију, пошто је конкуренција стоке у испаши ограничена. Гванако је реаговао на доступност сточне хране, заузимајући зоне са ниском или средњом доступношћу хране у сезони парења, и оне са највећом доступношћу у сезони без парења. Процене, од 2011. године, постављају њихов број на 400.000 до 600.000; 466.000–520.000 у Аргентини, 150–200 у Боливији, 66.000 у Чилеу, 100 у Парагвају, 3.500 у Перуу. Мала популација коју је увео Џон Хамилтон постоји на острву Статс на Фокландским острвима (Малвинас), са популацијом од око 400 од 2003. године.
Гванакои живе у крдима састављеним од женки, њихових младунаца и доминантног мужјака. Самостални мужјаци формирају одвојена стада. Док репродуктивне групе имају тенденцију да остану мале, често не садрже више од 10 одраслих јединки, стада мужјака могу да садрже и до 50 мужјака. Када се осете угрожено, гванакои упозоравају стадо да бежи уз висок, блејајући позив. Мужјак обично трчи иза стада да би их бранио. Могу да трче брзином од 56  (35 миља) на сат, често преко стрмих и каменитих терена. Такође су одлични пливачи. Типичан животни век гванака је 20 до 25 година.
У Боливији је утврђено да је станиште Гванака угрожено продором дрвенастих биљака.

### Пустиња Атакама
Неки гванакои живе у пустињи Атакама, где у неким областима није падала киша више од 50 година. Планинска обала која се протеже паралелно са пустињом омогућава им да преживе у такозваним „оазама магле“ или ломама. Тамо где хладна вода додирује топлије земљиште, ваздух изнад пустиње се хлади, стварајући маглу, а тиме и водену пару. Ветрови носе маглу преко пустиње, где кактуси хватају капљице воде, а лишајеви који се пријањају за кактусе упијају је као сунђер. Гванакои тада једу цветове кактуса и лишајеве.
- Гванакои у националном парку Торес дел Пајне у Патагонији
- Гванакои у близини опсерваторије Ла Сила, 2400 метара надморске висине.[17]
- Остаци гванака расути у пустињи Атакама, југозападно од Серо Паранала: Једини нетакнути део коже је дебља кожа око врата
- Гванакои близу Торес дел Пајна, Чиле

## Екологија
Природни предатори гванака укључују пуме и кулпео. Када су у опасности, они алармирају остатак стада високим звуком блејања, што звучи слично кратком оштром смеху. Иако су типично благе нарави, Гванакои често пљују када се осећају угроженим, и то могу да ураде до удаљености од шест стопа.

### Сезона парења
Сезона парења се дешава између новембра и фебруара, током које се мужјаци често жестоко боре да би успоставили доминацију и права на размножавање. Једанаест и по месеци касније, рађа се само један чуленго. Чуленгоси су у стању да ходају одмах након рођења. Мужјаке чуленга доминантни мужјак отера из стада након око годину дана.

## Доместикација
Иако се ова врста и даље сматра дивљом, око 300 гванакоа се налази у америчким зоолошким вртовима, а око 200 је регистровано у приватним стадима. Дуго се сматрало да су гванакои родитељска врста припитомљене ламе, што је потврђено молекуларном филогенетском анализом 2001. године, иако је анализа такође открила да су домаће ламе доживеле значајну унакрсну хибридизацију са алпакама, које потичу од дивље викуње.